# Bombo (instrument)
Bombo – instrument muzyczny z grupy perkusyjnych, rodzaj bębna. Występuje w Portugalii, Hiszpanii oraz w krajach Ameryki Łacińskiej. Przybiera rozmaite formy: korpus jednych instrumentów ma średnicę dochodzącą do 70 cm i jest stosunkowo płytki, w innych proporcje są odwrócone. Niektóre bombo mają jedną membranę, inne dwie. Membrana może być przymocowana do korpusu sznurami, obejmą, lub przyklejona. Na instrumencie gra się w pozycji stojącej lub siedzącej, pałkami lub dłońmi.